# Oxychilus batalhanus
Oxychilus batalhanus is een slakkensoort uit de familie van de Oxychilidae. De wetenschappelijke naam van de soort is voor het eerst geldig gepubliceerd in 1989 door De Winter.